# Avenged Sevenfold
Avenged Sevenfold je heavy metal sastav iz Huntington Beacha, SAD. 
Sastav su 1999. godine osnovali Matthew Charles "M. Shadows" Sanders, Zachary James "Zacky Vengeance" Baker, James Owen "The Rev" Sullivan i Matt Vendt. Jezgru sastava danas čine M Shadows, Synyster Gates, Zacky Vengeance, Johnny Christ i Brooks Wackerman. Internet stranica Ultimate Guitar ih je smjestila na drugo mjesto u popisu najboljih sastava desetljeća. Glavna maskota sastava je tzv. Deathbat.
Poznati su i po horifičnim slikama na majicama i naslovnicama albuma.

## Povijest
Prije osnivanja sastava dvojica prijatelja M. Shadows i Zacky Vengeance bili su članovi dvaju sastava. M. Shadowsov sastav je imao simboličko ime Successful Failure, a Zackyev MPA odnosno Mad Porno Action. Niti jedan od sastava nije zabilježio značajniji uspjeh, te dolaze na ideju da osnuju zajednički glazbeni sastav. Isti je osnovan 1999. godine u Huntington Beachu s članovima M. Shadowsom, Zackyjem Vengeanceom, The Revom i Mattom Vendttom. M. Shadows je došao na ideju imena iz Knjige postanka 4:24 o priči Kajina i Abela. Njihova imena koja koriste kao članovi sastava potekla su od nadimaka iz srednje škole.

## Glazba i uspjesi
Avenged Sevenfold u početku je svirao isključivo metalcore žanr, sve do 2005. godine kada izlazi album City of Evil, te od tada pa sve do danas sviraju heavy metal. Na četvrtom albumu dolazi do eksperimentiranja sa zvukom i u pozadini se često mogu čuti violine te ostala klasična glazbala. Album Nightmare im je omogućio komercijalni uspjeh i probijanje na prvo mjesto Bilibordove ljestvice sa 163 000 prodanih albuma. 2011. godine Synyster Gates i Zacky Vengeance osvajaju nagradu "Golden Gods" kao najbolji gitaristi, a M. Shadows dobiva nagradu za najboljeg metal pjevača. Mike Portnoy, bubnjar koji je bio na dijelu turneje, osvaja nagradu za najboljeg bubnjara zbog rada s Avengedom Sevenfoldom. Njihovi šesti studijski album, Hail To The King, je bio njihovi drugi album koji je bio broj 1 na Billboardovoj listi prodavajući preko 159,000 primjeraka u prvom tjednu izlaska. Na albumu im se službeno pridružuje Arin Ilejay kao član sastava. Tim albumom su osigurali nagrade za najbolje gitariste, najposvećenije fanove te najboljeg bubnjara na Revolver Golden Gods nagradama 2014. godine.
Do sada su prodali više od 10 milijuna primjeraka albuma diljem svijeta.

## Albumi
Do danas su objavili sedam studijskih albuma, jedan koncertni album i devetnaest singlova. Prije nego što su objavili Sounding the Seventh Trumpet snimili su dva demoalbuma (Avenged Sevenfold 1999 demo i Avenged Sevenfold 2000 demo). Album STST objavljen je 2001. godine. 

### Sounding The Seventh Trumpet (2001. – 2002.)
Sounding The Seventh Trumpet je njihov prvi album objavljen 31. siječnja 2001. Objavila ga je diskografska kuća Good Life Recordings. 1999. godine sastavu se priključuje novi gitarist Synyster Gates, ali nije sudjelovao u snimanju albuma. U albumu je odsvirao pjesmu To End The Rapture koja se našla na albumu tijekom njegovog reizdanja. Album je metalcore žanra i prodan je u približno 200 000 primjeraka. Valary Sanders, supruga M. Shadowsa, pojavljuje se u pjesmi The Art Of Subconscious Illusion gdje je otpjevala manji dio pjesme.

### Waking The Fallen (2003. – 2004.)
Waking The Fallen je drugi studijski album koji je objavljen 26. kolovoza 2003. To je njihov zadnji metalcore album koji se sastojao zajedno od krikova i čistih vokala. Johnny Christ sudjeluje na albumu s Avenged Sevenfoldom. Pjevač M.Shadows je poradio na svojim vokalnim sposobnostima gdje je to pokazao u pjesmama I Won't See You Tonight Part 1 i 2. Avenged Sevenfold za svoj uspjeh na drugom i trećem albumu mogu zahvaliti i Andrewu Mudrocku. Pjesma Chapter Four korištena je u igrici NFL 2004.
26. kolovoza 2014. godine službeni je datum izlaska reizdanja albuma povodom 10. godišnjice pod nazivom Waking The Fallen: Resurrected. Album se sastoji od originalnog CD-a s bonus CD-om koji će sadržati live i demoverzije nekih pjesama s jednom potpuno novom pjesmom Waking The Fallen: Resurrected. Album još sadrži i bonus DVD koji prikazuje sastav tijekom ere Waking The Fallen i 2 glazbena spota za pjesmu "Unholy Confessions" i jedan live video za pjesmu "Chapter Four".

### City Of Evil (2005. – 2006.)
City Of Evil je treći po redu studijski album izvođača Avenged Sevenfolda. Album se dosta razlikuje od ostalih jer se radi o heavy metal i hard rock žanrovima. City Of Evil je objavljen 6. srpnja 2005. te je sastavu donio mnogo veći broj obožavatelja diljem svijeta. Najpoznatije pjesme s albuma su Bat Country te Beast And The Harlot, koje postaju svjetski hitovi. Video za pjesmu Bat Country osvojio je nagradu na MTV Video Music Awards 2006. godine. Do sada je album prodan u preko 2 500 000 primjeraka koji su većinom prodani u SAD-u. M. Shadows je posebno doradio glas sa svojim vokalnim trenerom Ronom Andersonom.
Pjesma Blinded In Chains je korištena u računalnoj igri NFS: Most Wanted, pjesma Bat Country u filmu Big Momma's House 2, zatim u igrama Saints Row 2 i Madden NFL 2006 te u jednoj epizodi popularne TV serije "Bones". Pjesma Beast And The Harlot je korištena u igri Burnout Revenge. Brian Haner, otac solo gitarista Synyster Gatesa, sudjeluje u pjesmi Sidewinder.

### Avenged Sevenfold (2007. – 2009.)
Album Avenged Sevenfold je četvrti po redu studijski album istoimenog sastava koji je objavljen 30. studenog 2007. Album odlikuju brzi nastupi na gitarama i brzo bubnjanje. To je bio posljednji studijski album preminulog bubnjara The Rev-a. Album se razlikuje od prethodnog albuma u zvuku gdje se pokušava eksperimentirati sa zvukom te glazbalima koji nisu prisutni u metal glazbi poput violina i orgulja. Uloženi rizik im se isplatio jer im je donio još veći broj obožavatelja diljem svijeta. Album je na Biliboardovoj ljestvici albuma godine zauzeo visoko 4. mjesto. 2008. godine sastav dobiva nagradu časopisa Kerrang za najbolji album 2008. godine. Sastav je započeo turneju dan prije službenog objavljivanja albuma, a završio 2009. godine.

### Live In The LBC & Diamonds In The Rough (2008.)
Live In The LBC & Diamonds In The Rough je prvi live DVD sastava i CD album s bonus pjesmama i nikad prije objavljenim materijalom. Ovaj DVD su izdali 16. rujna 2008. godine i sadrži live koncert s Taste Of Chaos turneje koji je snimljen 10. travnja 2008. u Long Beachu u Kaliforniji. CD sadrži pjesme koje nisu dospjele na album Avenged Sevenfold, na CD-u se još i sadrže obrade nekih poznatih metal izvođača poput Iron Maidena, Black Sabbatha i Pantere.

### Smrt Jimmy "The Rev" Sullivana (2009.)
28. prosinca 2009. godine, umire James Owen Sullivan, poznatiji kao Jimmy "The Rev Sullivan" od posljedica predoziranja ljekovima. Obdukcija je utvrdila da je The Rev umro od predoziranja Oxycodonea, Oxymorphonea, Diazepama/Nordiazepama i alkohola. Sastav je putem interneta objavio ovu tragediju i obitelj Sullivana je izjavila svoju zahvalnost za primljenu sučut.

### Nightmare (2009. – 2011.)
Nightmare je peti po redu studijski album grupe Avenged Sevenfold. Album je objavljen 27. srpnja 2010. Objavila ga je diskografska kuća Warner Bros. Records. Producent albuma je bio Mike Elizondo i album je sniman u New York-u. Album Nightmare je prvi album bez preminulog bubnjara Jamesa Owena Sullivana. Iako je umro prije izdanja albuma on je imao velik utjecaj na njega. Njegov glas je sudjelovao u pjesmi Fiction koju je napisao 3 dana prije smrti. Pjesma je imala prvobitan naziv Death .U prvom tjednu album je prodan u 163 000 kopija i tako je dospio na prvo mjesto Biliboardove ljestvice. Također Nightmare album je izbacio Eminemov album Recovery na drugo mjesto što je bio veliki uspjeh te je bila uvertira u sljedeće dane uspjeha .Album je dobio pozitivne kritike. Amy Sciarretto je izjavila: "Tijekom tragične i neblagovremene smrti Avenged Sevenfold na svoju prigodu čine svoj najjači album u jednom od najosjetljivijih razdoblja u njihovoj povjesti." Album je donio članovima brojne nagrade od kojih su najvažnije:Revolver Golden Gods awards za najbolji album, M. Shadows najbolji metal vokal 2011., Synyster Gates i Zacky Vengeance Najbolji gitaristi 2011. i Mike Portnoy je dobio nagradu za najboljeg bubnjara 2011 godine za rad s Avenged Sevenfoldom. Brian Haner je sudjelovao velikim djelom na radu albuma. U pjesmi So Far Away je svirao gitaru i u pjesmi Tonight The World Dies je svirao gitarsku solažu. Na turneji su promijenili bubnjara. Mike Portnoy je otišao odmah prije početka Nightmare After Christmas Tour i zamijenio ga je mladi bubnjar Richard Arin ilejay koji je potvrđen kao novi bubnjar. U Nightmare razdoblju izbacili su EP pod nazivom Welcome To The Family koji je sadržavao sasvim novu pjesmu 4AM te su za Call Of Duty Black Ops napravili pjesmu Not Ready To Die i za Call Of Duty Black Ops II pjesmu zvanu Carry On.

### Hail To The King (2012. – 2014.)
Hail To The King je šesti album sastava Avenged Sevenfold. Izdan je 23. kolovoza 2013. godine. Na ovom albumu im se pridružuje mladi bubnjar Arin Ilejay i postaje službeni član sastava. Ovo je ujedino i prvi album bez ikakvog doprinosa preminulog The Rev-a. Album je izdala diskografska kuća Warner Bros. Album je bio broj 1 na Billboardovoj listi u Americi (159.000 prodanih primjeraka u prvom tjednu izlaska) i u više država poput Engleske, Kanade, Irske te Italije. Ovim albumom su htjeli napraviti old-school metal album poput albuma Metallice, Megadetha, Pantere, Black Sabbatha i Guns N' Rosesa, što je vidljivo u singlovima Hail To The King, Shepherd Of Fire te This Means War. Album je dobio certifikat RIAA-e zlatnog albuma 16. srpnja 2014.
Sastav je 2014. dobio i nagrade za najposvećenije fanove, najbolje gitariste te najboljeg bubnjara na godišnjim Revolver Golden Gods nagradama.
Sredinom ljeta 2014. izlazi i igra za Apple i Android uređaje pod nazivom Hail To The King: Deathbat. Pjevač M.Shadows izjavio je kako je oduvijek htio napraviti videoigru i sad su dobili priliku napraviti jednu koja će biti u stilu igara poput Diabla, samo će priča biti vezana za Avenged Sevenfold. Prije izlaska igre izašao je i mini-animirani serijal na YouTubeu koji služi kao prequel igre.

### The Stage (2016.)
U listopadu 2014. godine, pjevač M.Shadows je izjavio da će sastav nakon kratke turnje u Aziji početkom 2015. godine početi razmišljati o novom, sedmom po redu studijskom albumu i najvjerojatnije ga početi pisati u ljeto 2015. 23. srpnja 2015. godine, sastav je objavio da ih bubnjar Arin Ilejay napušta. U studenome 2015. bivši član sastava Bad Religion, Brooks Wackerman, službeno postaje njihov novi bubnjar.
U listopadu 2016. godine, sastav objavljuje video za pjesmu "The Stage" s prestojećeg istoimenog albuma koji izlazi dva tjedna kasnije. Album je iznimno dobro prihvaćen od strane kritičara, koji su pohvalili novi progresivni stil sastava.

## Stil i utjecaji na glazbu
Glavni utjecaji na sastav su izvođači Metallica, Iron Maiden, Guns N' Roses, Pantera, Megadeth, Slayer, Dream Theater, The Misfits, AC/DC, Motörhead, Black Sabbath te Led Zeppelin.
Sastav je okarakteriziran kao heavy metal i metalcore s hard rock utjecajima. Tijekom godina su mijenjali stilove i eksperimenirali s glazbom. Prva dva albuma su metalcore dok su ostali heavy metal. Njihov četvrti album Avenged Sevenfold je album s kojim su najviše eksperimentirali, napravili su pjesmu A Little Piece Of Heaven koja je napravljena po uzoru na broadway, i Dear God koja je country skladba. Napravili su pjesme s ekstremnim metal vokalima kao što su God Hates Us te Not Ready To Die.
Neki smatraju da sastav "nije dovoljno metal". Pjevač M.Shadows je na to odgovorio: "To je isto kao da kažete da nismo dovoljno punk, koga briga?". Avenged Sevenfold je jedan od sastava New Wave of American Heavy Metal pokreta.

## Diskografija
Studijski albumi
- Sounding the Seventh Trumpet (2001.)
- Waking the Fallen (2003.)
- City of Evil (2005.)
- Avenged Sevenfold (2007.)
- Nightmare (2010.)
- Hail to the King (2013.)
- The Stage (2016.)
- Life Is But a Dream... (2023.)

EP-ovi
- Warmness on the Soul (2001.)
- Welcome to the Family (2010.)
- Black Reign (2018.)

## Vanjske poveznice
- Službena stranica sastava
- Profil na sortmusic.com
- Profil na poprockbands.com